# 東本德 (北卡羅萊納州)
東本德（英語：East Bend）是一個位於美國北卡羅萊納州亞德金縣的城鎮。

## 人口
根據2020年美國人口普查的數據，東本德的面積為3.40平方千米，當中陸地面積為3.39平方千米，而水域面積為0.01平方千米。當地共有人口634人，而人口密度為每平方千米186人。